# Micropotamogale ruwenzorii
Espèce
Statut de conservation UICN

 LC  : Préoccupation mineure
Le Micropotamogale du Mont Ruwenzori ou Micropotamogale du Ruwenzori (Micropotamogale ruwenzorii), est une espèce de petits mammifères insectivores de la famille des Tenrecidae. C'est une espèce endémique de l'Afrique des grands lacs qui est à la limite de la menace de disparition.

## Morphologie
Il a l'aspect d'une sorte de petite loutre de la taille d'une musaraigne, d'où le nom anglophone de Otter Shrew (musaraigne loutre) donné aux animaux de ce genre.
C'est au sein de la sous-famille des Potamogalinae l'espèce la mieux adaptée à la nage avec ses pattes palmées. Les membres inférieurs sont plus larges et présentent un allongement du pouce et dernier doigt. C'est un type d'adaptation rare chez les insectivores et qui les fait classer normalement dans genres monospécifiques. Cette particularité est présente seulement chez le Micropotamogale du Mont Ruwenzori, le Limnogale (Limnogale mergulus), le Desman des Pyrénées (Galemys pyrenaicus) et le Nectogal élégant (Nectogale elegans).

## Comportement et alimentation
C'est un animal terrestre semi-aquatique d'eau douce.
Il alterne les périodes d'activité la nuit avec des pauses consacrées au toilettage de sa fourrure.
Contrairement à l'autre espèce de micropotamogale, il ne se sert pas de la queue pour se propulser. Le micropotamogale du Ruwenzori nage en agitant alternativement les pattes et en ondulant le corps, à la manière d'un ours blanc. Il n'y a qu'au moment de plonger qu'il utilise ses pattes simultanément, comme le Desman.
Les micropotamogales se nourrissent d'insectes aquatiques ou leurs larves, des vers, des petits crabes, des poissons-chats et des petites grenouilles qu'ils trouvent en fouillant le fond et les rives des cours d'eau. Ils ne manipulent jamais la nourriture avec leurs membres antérieurs, se servant uniquement de leur bouche pour transporter et dévorer leurs proies.
Un adulte de 135 g mange l'équivalent de 80 g de nourriture chaque nuit. L'animal rejette des crottes faisant 2 à 5 mm de long pour 0,9 mm de diamètre et qui contiennent les restes des carapaces de crabes et d'insectes qu'il a dévorés.
Il creuse des tunnels où il aménage des chambres avec un nid d'herbes sèches mais on ignore quel est leur comportement social ou reproductif. Il a été seulement rapporté que les femelles portent 1 ou 2 embryons.

## Habitat et répartition

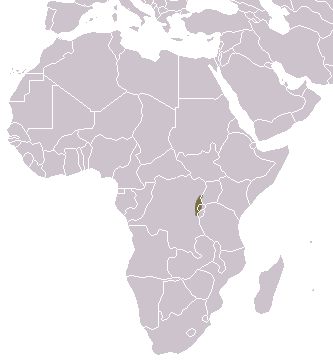
En gris sombre, l'aire de répartition restreinte du Micropotamogale du Mont Ruwenzori

C'est une espèce endémique de la République démocratique du Congo et de l'Ouganda, dans la région des grands lacs. On rencontre cette espèce uniquement dans la région de Rwenzori et à l'ouest du Lac Édouard et du Lac Kivu.
Ce micropotamogale fréquente les petits cours d'eau, au sein de la forêt humide à une altitude comprise entre 800 et 900 m et au sein de la forêt de montagne jusqu'à 2.200 m. On les rencontre aussi près des cours d'eau des forêts galerie entourées de savane d'Herbe à éléphant, de 1.000 à 1.200 m.

## Statut de conservation
Hormis les risques de se noyer en visitant les nasses des pêcheurs, le Micropotamogale du Mont Ruwenzori est surtout menacé par la dégradation de son habitat par l'activité humaine.
Déclarée espèce en danger en 1996 par l'Union internationale pour la conservation de la nature (UICN), elle est depuis 2006 revenue au statut d'espèce presque vulnérable car si son habitat est endommagé par endroits, il lui reste des zones préservées pour les populations, comme dans le Parc national des Virunga.